# いらっしゃい (テレビドラマ)
『いらっしゃい』は、NHK『ドラマ新銀河』で1996年9月2日から同年9月26日まで放送されたテレビドラマ。

## あらすじ
香港から帰国したシングルマザーの日菜子が実家である東京・蒲田の「御成屋酒店」で働く。

## キャスト
御成日菜子
演 - 富田靖子
井筒英次
演 - 永島敏行
御成道彦
演 - 上條恒彦
御成森平
演 - 林泰文
川瀬みすず
演 - 高橋かおり
石橋六助
演 - 斎藤晴彦
三輪
演 - 斉藤暁
葉美雪
演 - 大谷奈那美
工員・吉沢
演 - 大畑貴裕
バスの乗客
演 - 伊藤幸純、武川修三
店の客
演 - 武本凌侍、姫子松まろ
御成潤三郎
演 - 花沢徳衛
御成巴
演 - 市毛良枝　
その他
演 - 美保純、伊藤俊人、池田成志、河原さぶ

## スタッフ
- 作 - 宮村優子[1]
- 音楽 - 大野克夫[1]
- 広東語指導 - 鄧超英
- 施盤技術指導 - 大友冠
- 制作統括 - 小見山佳典
- 美術 - 田坂光善[1]、中川泰宣
- 技術 - 布施俊英、小林稔[1]
- 音響効果 - 藤野登[1]
- 編集 - 高室麻子
- 撮影 - 佐々木達之介
- 照明 - 鈴木利夫
- 音声 - 土屋忠昭
- 映像技術 - 江野沢成宣
- 美術進行 - 庄司薫
- 演出 - 江口浩之、磯智明